# ألكسندر يوفانوفيتش (لاعب كرة قدم)
ألكسندر يوفانوفيتش (بالسيريلية الصربية: Александар Јовановић) (6 ديسمبر 1992 في صربيا - ) هو لاعب كرة قدم صربي في مركز حراسة المرمى. لعب مع راد بيوغراد ورادنيتشكي نيش ونادي هويسكا وFK Donji Srem ‏ وFK Palilulac Beograd ‏ وFK Palić ‏.

## وصلات خارجية
- ألكسندر يوفانوفيتش (لاعب كرة قدم) على موقع الاتحاد الأوربي (الإنجليزية)
- ألكسندر يوفانوفيتش (لاعب كرة قدم) على موقع قاعدة بيانات كرة القدم.إي يو (الإنجليزية)
- ألكسندر يوفانوفيتش (لاعب كرة قدم) على موقع ناشيونال فوتبول تيمز (الإنجليزية)
- ألكسندر يوفانوفيتش (لاعب كرة قدم) على موقع Soccerbase.com (لاعب) (الإنجليزية)
- ألكسندر يوفانوفيتش (لاعب كرة قدم) على موقع Soccerway.com (الإنجليزية)
- ألكسندر يوفانوفيتش (لاعب كرة قدم) على موقع عالم كرة القدم.نت (الإنجليزية)